# Moda Domani Institute
A Moda Domani Institute era uma escola de comércio europeia com campus em Paris. Fundada em 2014, era uma das poucas escolas de negócios da França especializada em luxo, moda e design. A escola de negócios é membro do IONIS Education Group, o maior grupo privado em França em termos de população estudantil e dotação. No Reino Unido, a universidade tem uma parceria de dois graus com a Liverpool John Moores University.
A escola encerra em setembro de 2020, sendo substituída pela ISG Luxury Management.